# Alkoholos hallucinózis
Az alkoholos hallucinózis alkoholbetegeknél megjelenő elmebántalom, melyet nagy mennyiségű alkohol elfogyasztása, vagy alkoholmegvonás válthat ki. Megvonás esetén 12–24 órával az alkoholfogyasztás felfüggesztése után lép fel, és akusztikus hallucinációkkal jár, melyek sokszor szidalmazóak, fenyegetőek. Különbözik a delirium tremenstől, mivel hamar alakul ki és múlik el, csak bizonyos típusú hallucinációk jellemzik, és nincsenek egyéb testi tünetei.
Az alkoholos hallucinózis kialakulását elősegíti a hosszútávú, súlyos alkoholfogyasztás, vagy egyéb pszichoaktív szerek használata is.
A hallucinációk hirtelen jelentkeznek és a beteg tiszta tudata miatt különösen valószerűnek hatnak. Félelmet és szorongást okoznak, és befolyásolhatják a beteg viselkedését: fennáll a gyilkosság és az öngyilkosság veszélye is. A betegség lefolyása jellemzően pár nap, de hetekig is elhúzódhat, vagy átmehet szkizofreniform zavarba. Egyes orvosok feltételezik, hogy az alkoholos hallucinózis neuropszichiátriai háttere részben azonos a skizofréniáéval.
A betegség legkorábbi ismert leírása 1907-ből származik. Az alkoholos hallucinózisnak (a delirium tremens mellett) valószínűleg lényeges szerepe volt abban, hogy a századfordulón az abszint – egyébként ártalmatlan – növényi összetevőit előbb elmebajt okozó méregnek, majd a 20. század második felében hallucinogénnek állították be.

## Lásd még
- Alkoholizmus
- Delirium tremens
- Abszintizmus

## Fordítás
- Ez a szócikk részben vagy egészben az Alcoholic hallucinosis című angol Wikipédia-szócikk fordításán alapul.  Az eredeti cikk szerkesztőit annak laptörténete sorolja fel. Ez a jelzés csupán a megfogalmazás eredetét és a szerzői jogokat jelzi, nem szolgál a cikkben szereplő információk forrásmegjelöléseként.